# Eurytides callias
Espèce
Eurytides callias est une espèce d'insectes lépidoptères (papillons) de la famille des Papilionidae, de la sous-famille des Papilioninae et du genre Eurytides.

## Dénomination
Eurytides callias a été décrit par Lionel Walter Rothschild et Karl Jordan en 1906 sous le nom de Papilio callias .

### Noms vernaculaires
Eurytides callias se nomme Callias Kite Swallowtail en anglais.

## Description
Eurytides callias est un grand papillon d'une envergure autour de 85 mm de couleur blanche à l'apex un peu pointu avec deux longues fines queues aux postérieures. Les ailes antérieures ont  l'apex marron et une bordure marron. Les postérieures présentent dans la bordure marron des lunules bleues et une tache anale rouge.

## Écologie et distribution
Il réside dans le Nord de l’Amérique du Sud, en Guyane, au Brésil, dans le Sud du Venezuela, en Équateur et au Pérou.

### Protection
Pas de statut de protection particulier.